# Кічкі-Перші
Кічкі-Перші (пол. Kiczki Pierwsze) — село в Польщі, у гміні Цеґлув Мінського повіту Мазовецького воєводства.
Населення — 265 осіб (2011).
У 1975-1998 роках село належало до Седлецького воєводства.

## Демографія
Демографічна структура станом на 31 березня 2011 року:
|          | Загалом | Допрацездатний вік | Працездатний вік | Постпрацездатний вік |
| -------- | ------- | ------------------ | ---------------- | -------------------- |
| Чоловіки | 137     | 20                 | 89               | 28                   |
| Жінки    | 128     | 18                 | 69               | 41                   |
| Разом    | 265     | 38                 | 158              | 69                   |